# Nimlot (Hermopolisz)
Nimlot ókori egyiptomi uralkodó volt, Hermopolisz királya a XXV. dinasztiával egyidőben.

## Élete
Lehetséges, hogy a XXIII. dinasztia egyik uralkodója, III. Oszorkon fia volt, akit apja nevezett ki Hermopolisz kormányzójává, i. e. 754 körül. I. e. 749 körül királlyá kiáltotta ki magát. Felesége Nesztjenetmeh volt.
Nimlot uralkodása alatt, i. e. 792-728 körül Piye, a núbiai Kusita Királyság uralkodója hadjáratot indított Közép- és Alsó-Egyiptom meghódítására. Felső-Egyiptomot eddigre már a núbiaiak uralták. Nimlot eleinte Piye szövetségese és vazallusa volt, később azonban elpártolt tőle és a Tefnaht szaiszi uralkodó vezette koalícióhoz csatlakozott. Piye azonnal reagált erre, északra vonult és ostromolni kezdte Hermopoliszt. Nimlot végül megadta magát, és gazdag ajándékokkal tért vissza Piye oldalára, többek közt egy lovat és egy drága szisztrumot is adott neki. Piye az árulás mellett istállói elhanyagolásáért is felelősségre vonta.
Nimlot behódolása után a helyzet Piye számára kedvezően alakult: a núbiai uralkodó sikeresen legyőzte Tefnaht koalícióját. Piye győzelmi sztéléjén Nimlot egyike a négy deltabeli uralkodónak, akiket Piye legyőzött; a másik három a leontopoliszi II. Juput, a taniszi IV. Oszorkon és a hérakleopoliszi Peftjauibaszt. Nimlot az egyetlen, akit nem térden, hanem állva ábrázolnak, mert őt Piye kinevezte képviselőjévé, a többieket viszont tisztátalannak tartotta, mert halat ettek. Piye megerősítette Nimlotot pozíciójában, mielőtt visszatért délre. Nimlotot i. e. 725 körül Dzsehutiemhat követte pozíciójában.
Nimlot nem tévesztendő össze Hermopolisz későbbi, szintén Nimlot (akkád nyelven Lamintu) nevű uralkodójával, aki akkor vezette a várost, amikor az Assurbanipál vezette asszírok i. e. 667-666-ban megszállták Egyiptomot.

## Fordítás
- Ez a szócikk részben vagy egészben  a   Nimlot of Hermopolis című angol Wikipédia-szócikk ezen változatának fordításán alapul.  Az eredeti cikk szerkesztőit annak laptörténete sorolja fel. Ez a jelzés csupán a megfogalmazás eredetét és a szerzői jogokat jelzi, nem szolgál a cikkben szereplő információk forrásmegjelöléseként.